# Microsiphum pyrethri
Microsiphum pyrethri är en insektsart. Microsiphum pyrethri ingår i släktet Microsiphum och familjen långrörsbladlöss. Inga underarter finns listade i Catalogue of Life.